# Basarny Sysgan
Basarny Sysgan (russisch База́рный Сызга́н) ist eine Siedlung städtischen Typs in der Oblast Uljanowsk in Russland mit 5715 Einwohnern (Stand 14. Oktober 2010).

## Geographie
Der Ort liegt etwa 120 km Luftlinie südwestlich des Oblastverwaltungszentrums Uljanowsk auf der Wolgaplatte. Er befindet sich an der Sysganka, einem rechten Zufluss des rechten Sura-Nebenflusses Insa.
Basarny Sysgan ist Verwaltungszentrum des Rajons Basarnosysganski sowie Sitz der Stadtgemeinde Basarnosysganskoje gorodskoje posselenije, zu der außerdem die Dörfer Krasnaja Sosna, Snamenski Sjuksjum und Tschirikowo (alle etwa 13 km nördlich) sowie die Siedlung Dalneje Pole (18 km nördlich) gehören.

## Geschichte
Der Ort wurde 1638 von Strelizen als Sysganskaja sloboda im Verlauf der Simbirsk-Karsuner Verhaulinie gegründet, benannt nach dem Fluss. Im 18. Jahrhundert erhielt der Ort seinen heutigen Namen; alternativ war nach der dortigen Kirche zeitweilig die Bezeichnung Dmitrijewskoje üblich. In Folge gehörte er zum Ujesd Karsun des Gouvernements Simbirsk.
1935 wurde Basarny Sysgan Verwaltungssitz eines neu geschaffenen, nach ihm benannten Rajons, 1938 erhielt es den Status einer Siedlung städtischen Typs. 1956 wurde der Rajon aufgelöst und ging im Insenski rajon mit Sitz in der 30 km nordwestlich gelegenen Kleinstadt Insa auf. 1989 wurde der Rajon neu gebildet.

### Bevölkerungsentwicklung
| Jahr | Einwohner |
| ---- | --------- |
| 1897 | 1940      |
| 1939 | 6605      |
| 1959 | 8068      |
| 1970 | 8376      |
| 1979 | 7297      |
| 1989 | 6708      |
| 2002 | 6092      |
| 2010 | 5715      |

Anmerkung: Volkszählungsdaten

## Verkehr
In Basarny Sysgan befindet sich die Station Basarnaja bei Kilometer 760 der auf diesem Abschnitt 1900 eröffneten und seit 1959 elektrifizierten Eisenbahnstrecke Moskau – Rjasan – Sysran. Durch die Siedlung verläuft die Regionalstraße 73K-1430, die der Bahnstrecke von Insa bis in das 25 km südöstlich von Basarny Sysgan gelegene Barysch folgt.